# International Swimming Hall of Fame/Synchronschwimmer
In der folgenden Liste werden alle 22 Synchronschwimmer, die seit 1965 in die International Swimming Hall of Fame aufgenommen wurden, aufgeführt. Das Synchronspringen ist erst seit dem Jahr 1984 olympische Disziplin, seit 1968 finden hier jedoch Weltmeisterschaften statt, in denen Erfolge als gleichwertig gesehen werden.
Neben dem Namen und der Nation des Sportlers sind das Jahr der Aufnahme in die Ruhmeshalle, der Karriere-Höhepunkt (definiert als die Zeit zwischen dem ersten und dem letzten internationalen Erfolg), die Zahl der olympischen Medaillen und die Zahl der Weltmeistertitel angegeben.
| Name                 | Nation | Aufnahme- Jahr | Karriere- Höhepunkt | Medaillen | Medaillen | Medaillen | WM- titel | Anmerkungen                                                                  |
| -------------------- | ------ | -------------- | ------------------- | --------- | --------- | --------- | --------- | ---------------------------------------------------------------------------- |
| Teresa Andersen      | USA    | 1986           | 1969–1973           | 0         | 0         | 0         | 4         | erste Weltmeisterin im Synchronschwimmen, gewann 1973 alle vier Titel        |
| Kristen Babb-Sprague | USA    | 1999           | 1986–1992           | 1         | 1         | 0         | 1         |                                                                              |
| Michelle Calkins     | Kanada | 2001           | 1973–1978           | 0         | 0         | 0         | 1         |                                                                              |
| Michelle Cameron     | Kanada | 2000           | 1986–1988           | 1         | 0         | 0         | 2         |                                                                              |
| Candy Costie         | USA    | 1995           | 1983–1984           | 1         | 0         | 0         | 0         |                                                                              |
| Becky Dyroen-Lancer  | USA    | 2004           | 1991–1997           | 1         | 0         | 0         | 5         |                                                                              |
| Sylvie Fréchette     | Kanada | 2003           | 1986–1992           | 1         | 1         | 0         | 3         |                                                                              |
| Beulah Gundling      | USA    | 1965           | 1949–1955           | 0         | 0         | 0         | 0         | führte Synchronschwimmen als Aussteller bei den Olympischen Spielen 1952 ein |
| Peg Hogan            | USA    | 2002           | 1985–1987           | 0         | 0         | 0         | 0         | Masters-Synchronschwimmer mit drei Masters-Weltmeistertiteln                 |
| Gail Johnson         | USA    | 1983           | 1973–1975           | 0         | 0         | 0         | 4         |                                                                              |
| Karen Josephson      | USA    | 1997           | 1983–1992           | 1         | 1         | 1         | 4         |                                                                              |
| Sarah Josephson      | USA    | 1997           | 1983–1982           | 1         | 2         | 1         | 4         |                                                                              |
| Mikako Kotani        | Japan  | 2007           | 1986–1992           | 0         | 0         | 3         | 0         |                                                                              |
| Margo McGrath        | USA    | 1989           | 1966–1970           | 0         | 0         | 0         | 0         | kultivierte „Schwimmtanzen“, verlor zwischen 1966 und 1967 keinen Wettbewerb |
| Pamela Morris        | USA    | 1965           | 1965                | 0         | 0         | 0         | 0         | sechsfache Titelträgerin bei den US-Meisterschaften 1965                     |
| Heidi O’Rourke       | USA    | 1980           | 1969–1972           | 0         | 0         | 0         | 0         | gewann drei Goldmedaillen bei den Panamerikanischen Spielen 1971             |
| Carol Redmond        | USA    | 1989           | 1966–1970           | 0         | 0         | 0         | 0         | siehe Margo McGrath                                                          |
| Tracie Ruiz-Conforto | USA    | 1993           | 1979–1988           | 2         | 1         | 0         | 2         |                                                                              |
| June Taylor          | Kanada | 1991           | 1947–1951           | 0         | 0         | 0         | 0         | führte mehrere Ausstellungen im Synchronschwimmen                            |
| Helen Vanderburg     | Kanada | 1985           | 1977–1979           | 0         | 0         | 0         | 2         |                                                                              |
| Carolyn Waldo        | Kanada | 1994           | 1982–1987           | 2         | 1         | 0         | 4         |                                                                              |
| Kim Welshons         | USA    | 1988           | 1963–1970           | 0         | 0         | 0         | 0         | gewann 14 internationale Titel im Synchronschwimmen                          |

Ebenfalls als Synchronschwimmer aufgenommen, aber in einer anderen Kategorie gelistet sind:
- Lillian MacKellar (Trainer)
- Peg Seller (Trainer)